# NGC 424

NGC 424

NGC 424 هي مجرة تتبع كوكبة معمل النحات. اكتشفها جون هيرشل في 30 نوفمبر 1837.

## روابط خارجية
- NGC 424 على موقع ويكي سكاي: DSS2, SDSS, GALEX, IRAS, Hydrogen α, X-Ray, Astrophoto, Sky Map, Articles and images